# Ben no Naishi
Ben no Naishi (弁内侍, conosciuta anche come Go-Fukakusa In no Ben no Naishi (後深草院弁内侍); Kyoto, XIII secolo – XIII secolo) è stata una poeta giapponese waka e scrittore di memorie del periodo Kamakura.
È considerata una delle Trentasei poetesse immortali (女房三十六歌仙, Nyōbō Sanjūrokkasen).

## Biografia
Ben no Naishi era la figlia del poeta e pittore Fujiwara Nobuzane, sua sorella maggiore era Sōhekimon'in no Shōshō e sua sorella minore era Gofukakusa-in no shōshō no naishi, anche loro sono state considerate Nyōbō Sanjūrokkasen.
Prese servizio alla corte imperiale insieme con la sorella minore nel 1246 come dama di corte dell'imperatore (allora ancora principe) Go-Fukakusa fino alla sua abdicazione nel 1259. Durante il suo periodo come dama di compagnia era responsabile delle tre insegne imperiali del Giappone. Il suo libro di memorie, Ben no naisha nikki (弁内侍日記), inizia con l'ascesa di Go-Fukakusa all'età di tre anni nel 1246 e termina (il testo è danneggiato) nel 1252. Nel 1265, dopo la morte della sorella Gofukakusa-in no shōshō no naishi, divenne monaca buddista. Trascorse gli ultimi anni della sua vita in un eremo ai piedi del monte Hiei vicino a Kyoto.

## Poesia
La fama letteraria di Ben no Naishi iniziò con i concorsi di poesia di corte dove fu notata dall'ex imperatore Go-Saga. Insieme a sua sorella Gofukakusa-in no shōshō no naishi, ottenne il riconoscimento come poetessa renga, e le sue opere furono incluse in Tsukubashū, la prima antologia imperiale di poesia renga.
Nel 1276 le fu commissionata un'antologia di poesie waka chiamata Genson Sanjūrokkasen Shika (現存三十六歌仙詩歌).
In totale, quarantasette delle sue opere furono pubblicate nelle antologie di poesia imperiali.